# Amando Moreno
Amando Miguel Moreno Magaña (ur. 10 września 1995 w Perth Amboy) – salwadorski piłkarz pochodzenia meksykańskiego z obywatelstwem amerykańskim występujący na pozycji skrzydłowego, reprezentant Salwadoru, od 2020 roku zawodnik amerykańskiego New Mexico United.
Jego ojciec pochodzi z Meksyku, a matka z Salwadoru.